# Brigitte Sinhuber-Harenberg

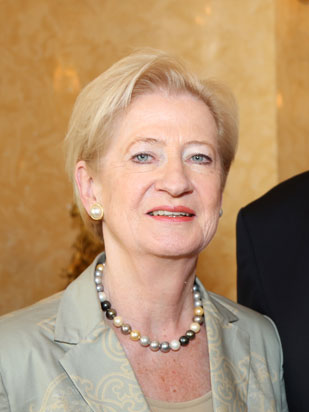
Brigitte Sinhuber-Harenberg, 2013

Brigitte Sinhuber-Harenberg (* 8. August 1944 in Wien) ist eine österreichische Verlegerin.

## Leben
Brigitte Sinhuber-Harenberg studierte Theaterwissenschaften, Kunstgeschichte, Philosophie und Psychologie mit dem Abschluss Doktor der Philosophie. Nach kurzer Tätigkeit als Regieassistentin im ORF und Dramaturgin am Tourneetheater Landgraf ist sie seit 1970 in der Verlagsgruppe Langen Müller Herbig tätig, zunächst in der Presseabteilung, anschließend als Leiterin der Presse- und Marketingabteilung sowie als Programmleiterin. 1980 übernahm sie die Verlagsleitung der Gruppe, die zehn Jahre lang auch mit dem Ullstein Verlag fusionierte. 
Neben ihrer Verlagstätigkeit veranstaltete Brigitte Sinhuber-Harenberg gemeinsam mit ihrem Mann, dem Verleger Bodo Harenberg, der österreichischer Honorarkonsul von 1999 bis 2007 für Nordrhein-Westfalen war, in Dortmund zahlreiche Veranstaltungen mit österreichischen Persönlichkeiten, darunter auch den österreichischen Nationalfeiertag unter Mitwirkung österreichischer Künstler wie unter anderen Christiane Hörbiger, Robert Mayer, Otto Schenk und Otto von Habsburg.
Ein Schwerpunkt ihrer Tätigkeit war durch zwanzig Jahre die Betreuung der jeweils neuen Werke von Ephraim Kishon nach dem Tod von Friedrich Torberg. Kishon wünschte sich aufgrund seiner k.u.k. Wurzeln und ebendieser Tradition seines Humors eine österreichische Betreuung seiner Bestseller, die vor allem auch von seinen österreichischen Lesern geschätzt wurden.
Von München aus war Brigitte Sinhuber-Harenberg bereits für das Programm und die Aktivitäten des Amalthea Verlages zuständig, den sie ab ihrer Rückkehr nach Wien 2005 bis 2014 eigenverantwortlich geleitet und dessen Programm sie seitdem wesentlich erweitert hat. Von 2015 bis Ende 2017 war sie für den Verlag als verlegerische Beirätin tätig.
Seit 2005 ist Brigitte Sinhuber-Harenberg im Vorstand des Hauptverbandes des österreichischen Buchhandels und seit 2012 kooptiertes Mitglied des Hauptvorstandes.
Sie ist Herausgeberin zahlreicher literarischer Anthologien sowie der Erinnerungen bedeutender Künstler.

## Auszeichnungen
Am 24. Mai 2013 wurde Brigitte Sinhuber-Harenberg mit dem Berufstitel Professorin von Bundesministerin Claudia Schmied für besondere Verdienste um die österreichische Kunst, Literatur und Zeitgeschichte in ihrer Funktion als Leiterin des Amalthea Verlages ausgezeichnet.